# 毛里西奥·波切蒂诺
毛里西奥·罗伯托·波切蒂诺·特罗塞罗（西班牙語：Mauricio Roberto Pochettino Trossero，1972年3月2日—），綽號肥普，是一名阿根廷前足球運動員，司職中堅，曾入選阿根廷國家足球隊。退役後擔任教練，現為美國國家足球隊的主教練。

## 執教生涯

### 愛斯賓奴
2009年1月，普捷天奴成為西甲西班牙人新任領隊，成功帶領在其接任時位處降級區的球隊奇迹般取得歐冠席位。
2012年11月26日，因球隊成績未如理想，普捷天奴連同體育總監一同遭到俱樂部免職。

### 修咸頓
2013年1月18日，英超球隊「聖徒」修咸頓宣佈普捷天奴成為該隊新任總教練。最終普捷天奴帶領修咸頓以第8名完成賽季。

### 托特納姆熱刺
2014年5月28日，英超球隊熱刺宣佈普捷天奴成為球隊新任領隊，雙方簽約五年。近年熱刺在聯賽的表現穩步上揚，並且經常地參與歐聯賽事，而在歐聯賽場亦有不俗表現。
2015-16年球季帶領熱刺首次奪得英超季軍。
2016-17年球季帶領熱刺首次奪得英超亞軍，更在英超排名上首次超越死敵阿仙奴。
2018-19赛季将热刺带入欧冠决赛，最终以0-2败于利物浦，夺得亚军，亦是该队欧战历史最好成绩。
2019-20赛季，波切蒂诺不知情的情況下球會出售捷比亞，加上热刺开局阶段成绩始终不理想，導致波切蒂诺與球隊管理層產生矛盾，最终波切蒂诺离职。

### 巴黎圣日耳曼
2021年1月2日，法甲劲旅巴黎圣日耳曼正式宣布波切蒂诺成为该队新任主帅。
2021年1月13日，巴黎圣日耳曼在2020年法國超級盃中以2比1擊敗對手马赛，波切蒂诺贏得了他教練生涯中的第一座冠軍。
2021年1月15日，波切蒂诺COVID-19測試為陽性。
2021年1月22日，波切蒂诺COVID-19痊癒，返回執教，該場比賽巴黎圣日耳曼4-0大勝蒙彼利埃。
2022年4月23日，巴黎聖日耳曼主場1-1戰平朗斯，提前4輪鎖定法甲聯賽冠軍。波切蒂诺贏得了他教練生涯中的第一座聯賽冠軍。
2022年7月5日，巴黎聖日耳曼宣布波切蒂诺卸任主帅。

### 車路士
2023年6月，英超球隊車路士在表現低迷的情況下，宣布波切蒂諾出任球隊新任主帥。7月20日，切爾西奪得佛羅里達杯冠軍，三天後在季前系列賽中擊敗布萊頓。
2024年5月21日，切尔西宣布波切蒂诺不再擔任主教練。

### 美國國家隊
2024年9月10日，波切蒂諾被上任成為美國國家隊的主教練。

## 個人生活
- 長子：·波切蒂諾（Sebastiano Pochettino）：體育科學家，巴黎聖日耳曼體能教練
- 次子：毛里西奧·波切蒂諾（Maurizio Pochettino）：職業足球員，沃特福德球員

## 榮譽

### 球員生涯
紐維爾舊生
- 阿根廷足球甲級聯賽冠軍：1990–91、1992

 愛斯賓奴
- 西班牙國王盃冠軍：1999–00、2005–06

 巴黎聖日耳曼
- 歐洲足協圖圖盃冠軍：2001

### 教練生涯
巴黎聖日耳門
- 法國足球甲級聯賽冠軍：2021–22
- 法國超級盃冠軍：2020[4]
- 法國盃冠軍：2020–21[13]

## 外部連結
- 愛斯賓奴官方檔案 （页面存档备份，存于） （英文）
- BDFutbol球員檔案 （页面存档备份，存于） （英文）
- BDFutbol教練檔案 （页面存档备份，存于） （英文）
- Mauricio Pochettino – 法國職業足球聯賽数据 – 支持法语（已存档）
- L'Équipe stats Archive.today的存檔，存档日期2010-11-25 （法文）
- 毛里西奥·波切蒂诺 – FIFA國際賽競賽紀錄 (存檔) （英文）
- Transfermarkt檔案 （页面存档备份，存于） （英文）